# Durango Kid
Durango Kid é um cowboy fictício do cinema e dos quadrinhos. Ele surgiu pela primeira vez no faroeste B de 1940 O Cavaleiro de Durango (The Durango Kid). O personagem somente seria retomado em 1945, quando a Columbia Pictures iniciou uma série que renderia sessenta e quatro filmes até 1952, todos interpretados pelo ator Charles Starrett. Ela foi relançada na televisão brasileira nos anos 1960, com grande sucesso.
Durango Kid agia como Robin Hood. Vestia-se de preto e cobria parte do rosto com um lenço da mesma cor. O nome de seu cavalo era Raider (Corisco, no Brasil; quando o personagem retomava seus trajes civis, ele era chamado de Faísca). O personagem é citado por Raul Seixas nas canções "Cowboy Fora da Lei" e "Anarkilópolis", por Fernando Brant na letra da canção "Durango Kid", por Sérgio Sampaio em "Eu Quero É Botar Meu Bloco na Rua" e por Sandy & Junior na canção "Infância Careta".

## Charles Starrett, o Durango Kid do cinema
Charles Starrett nasceu na cidade de Athol, Massachusetts em 28 de março de 1903 (ou 1904, segundo algumas fontes). Estreou no cinema em 1926 ao fazer uma ponta em O Campeonato do Amor (The Quarterback), quando era estudante no Dartmouth College, universidade de Hanôver, New Hampshire, onde jogava no time de futebol americano. Após formar-se em filosofia, trabalhou com vários grupos teatrais em Nova Iorque e participou de mais dois filmes, até ser levado para Hollywood, onde estrelou o drama Damaged Love em 1931.
Até 1935, Starrett trabalhou em vinte e nove filmes, em estúdios do Poverty Row (Chesterfield, Monogram, Beacon) ou não (Paramount, MGM, Fox), contracenando com atores importantes, como Fredric March, John Wayne, Boris Karloff, Randolph Scott, Irene Dunne e muitos outros. Nesse ano, assinou com a Columbia Pictures, tendo ficado ali até o fim de sua carreira, dezessete anos depois. Com isso, Starrett detém o recorde de ser o ator que mais fez filmes por um mesmo estúdio: foi coadjuvante em dezessete fitas de gêneros variados e astro em cento e trinta e quatro faroestes e quatorze de outros gêneros. O primeiro faroeste foi O Galante Defensor (The Gallant Defender, 1935), seguido de dezenas de outros. Entre 1937 e 1941, ele teve a companhia dos Sons of the Pioneers (Roy Rogers chegou a aparecer em um deles, antes de se dedicar à sua própria série na Republic Pictures). Também participaram em muitas dessas produções a atriz Iris Meredith (que fez vinte filmes) e os sidekicks (companheiro, parceiro ou ajudante, no Brasil) George "Gabby" Hayes (em apenas um filme, de 1933), Cliff Edwards, Dub Taylor e Arthur Hunnicut.
Entre 1937 e 1952, com exceção de 1943, Starrett sempre esteve entre os dez cowboys mais populares do cinema. Em 1945, apesar de bem cuidados e com boa dose de ação, os faroestes do ator pediam novas idéias. Foi quando o produtor Jack Fier lembrou-se do personagem que Starrett personificara cinco anos antes  no filme O Cavaleiro de Durango (The Durango Kid, 1940) e que ficara esquecido, apesar do sucesso que ele obtivera. Nasceu assim a série onde o ator faria todos seus filmes seguintes, antes de abandonar as telas, em 1952.
Ao lado de sua primeira e única esposa, Mary McKinnon, com quem se casara em 1927 e com quem teve um casal de gêmeos, Starrett passou os anos seguintes em viagens. Problemas de saúde variados levaram à sua morte, em 23 de março de 1986.

## A série Durango Kid
- Apesar de ter marcado a primeira aparição do herói, O Cavaleiro de Durango (The Durango Kid, 1940) não é considerado o primeiro filme da série, por não ter sido produzido com essa intenção. Oficialmente, a série começa com A Volta de Durango Kid (The Return of the Durango Kid, 1945).
- No início, Durango Kid tinha dois companheiros: um cantor, interpretado por Tex Harding, e o "boboca" Dub Taylor; no entanto, eles foram despedidos já em 1946; para o lugar deles, entrou o "sidekick" Smiley Burnette, que estreou em Valentia Rural (Roaring Rangers, 1946) e ficou até o fim, tendo feito cinqüenta e seis fitas. Em seguida, voltou a trabalhar com Gene Autry, a quem deixara em 1944.
- Em cada filme, que tinha uma duração entre cinqüenta e três e sessenta minutos, Charles Starrett interpretava um cowboy cuja identidade secreta muda em cada filme
- Ao contrário de outros personagens com dupla identidade, como Super-Homem e Zorro, ele não se fingia de fraco ou medroso, sendo retratado até como xerife em algumas películas; outra diferença: sua identidade era conhecida por diversas pessoas, tanto que em Vaqueiro Vingador (Buckaroo from Powder River, 1947), um personagem chega a vestir a máscara do herói para confundir os bandidos.
- Ray Nazzarro dirigiu trinta e oito aventuras de Durango Kid; os outros diretores foram: Derwin Abrahams (nove), Vernon Keays (quatro) e Fred F. Sears (treze)
- A série teve bons filmes no início, mas depois caiu na mediocridade, com roteiros muito semelhantes entre si, elenco repetido, cenários pobres, falta de ação e aproveitamento de material de fitas anteriores (tanto que, de 1950 em diante, em cada filme havia quase tantas cenas antigas quanto cenas recém-gravadas).
- A partir de 1948, a série ganhou um novo sopro, com a chegada do diretor Fred. F. Sears e do dublê Jock Mahoney, que muitas vezes estava por trás da máscara do herói, ao invés de Charles Starrett, sem ninguém desconfiar. Mais tarde, Mahoney tornou-se astro de filmes de ação, tendo interpretado, inclusive o "Rei das Selvas" em Tarzan Vai à Índia (Tarzan Goes to India, 1962) e Os Três Desafios de Tarzan (Tarzan's Three Challenges, 1963).

## Filmografia
Todos os títulos se referem a exibições no Brasil.
| - O Cavaleiro de Durango (The Durango Kid) - A Volta de Durango Kid (The Return of the Durango Kid, 1945) - Armas da Justiça (Both Barrels Blazing, 1945) - Ladrões do Prado (Rustlers of the Badlands, 1945) - Desbravadores do Oeste (Blazing the Western Trail, 1945) - Renegados dos Montes (Outlaws of the Rockies, 1945) - Terra Sem Lei (Lawless Empire, 1945) - Terra de Ninguém (Texas Panhandle, 1945) - Transgressores da Lei (Frontier Gunlaw, 1946) - Valentia Rural (Roaring Rangers, 1946) - Injusta Acusação (Gunning for Vengeance, 1946) - Trovão a Cavalo (Galloping Thunder, 1946) - Valentia de Forasteiro (Two-Fisted Stranger, 1946) - Fantasma do Deserto (The Desert Horseman, 1946) - Mascarado da Justiça (Heading West, 1946) - A Cicatriz Acusadora (Landrush, 1946) - O Terror da Serra (Terror Trail, 1946) - Alma de Aventureiro (The Fighting Frontiersman, 1946) - A Via dos Celerados (South of the Chisholm Trail, 1947) - Texano Solitário (The Lone Hand Texan, 1947) - Máscara do Terror (West of Dodge City, 1947) - Justiça Sangrenta (Law of the Canyon, 1947) - Bandoleiros dos Prados (Prairie Raiders, 1947) - Forasteiro Intrépido (The Stranger from Ponca City, 1947) - Em Defesa da Lei (Riders of the Lone Star, 1947) - Vaqueiro Vingador (Buckaroo from Powder River, 1947) - O Tesouro Escondido (Last Days of Boot Hill, 1947) - A Lei da Força (Six-Gun Law, 1948) - O Vale dos Fantasmas (Phantom Valley, 1948) - Gancho de Aço (West of Sonora, 1948) - Cavaleiro da Lei (Whirlwind Raiders, 1948) - Invasão Sangrenta (Blazing Across the Pecos, 1948) - Pista Sangrenta (Trail to Laredo, 1948) | - O Desfiladeiro da Morte (El Dorado Pass, 1948) - Rápido no Gatilho (Quick on the Trigger, 1948) - Desafio da Serra (Challenge of the Range, 1949) - A Pista do Renegado (Laramie, 1949) - Senda de Fogo (The Blazing Trail, 1949) - Vereda do Norte (South of Death Valley, 1949) - Bandidos do Eldorado (Bandits of El Dorado, 1949) - Vigilantes do Deserto (Desert Vigilante, 1949) - Cavaleiro das Serras (Horsemen of the Sierras, 1949) - Renegados do Deserto (Renegades of the Sage, 1949) - Avançada de Fogo (Frontier Outpost, 1949) - Rio Perdido (Trail of the Rustlers, 1950) - O Exilado do Planalto (Outcast of Black Mesa, 1950) - O Dínamo do Texas (Texas Dynamo, 1950) - A Caverna do Diabo (Streets of Ghost Town, 1950) - Terra dos Bandidos (Across the Badlands, 1950) - O Anel da Traição (Raiders of Tomahawk Creek, 1950) - Campeão dos Desamparados ( Lightning Guns, 1950) - O Valente da Montanha (Prairie Roundup, 1951) - Defensor dos Desamparados (Ridin' the Outlaw Trail, 1951) - Avalanche de Sangue (Fort Savage Raiders, 1951) - Os Tenebrosos (Snake River Desperadoes, 1951) - Armadilha Sinistra (Bonanza Town, 1951) - Contrabandistas da Fronteira (The Kid from Amarillo, 1951) - Fúria Ciclônica (Cyclone Fury, 1951) - Sinal de Traição (Pecos River, 1951) - O Barranco da Morte (Smoky Canyon, 1952) - O Gavião do Rio Bravo (The Hawk of Wild River, 1952) - Ferradura Acusadora (Laramie Mountains, 1952) - O Protetor dos Fracos (The Rough, Tough West, 1952) - O Gancho da Morte (Junction City, 1952) - Depoimento Acusador (The Kid from Broken Gun, 1952) |

## Histórias em quadrinhos

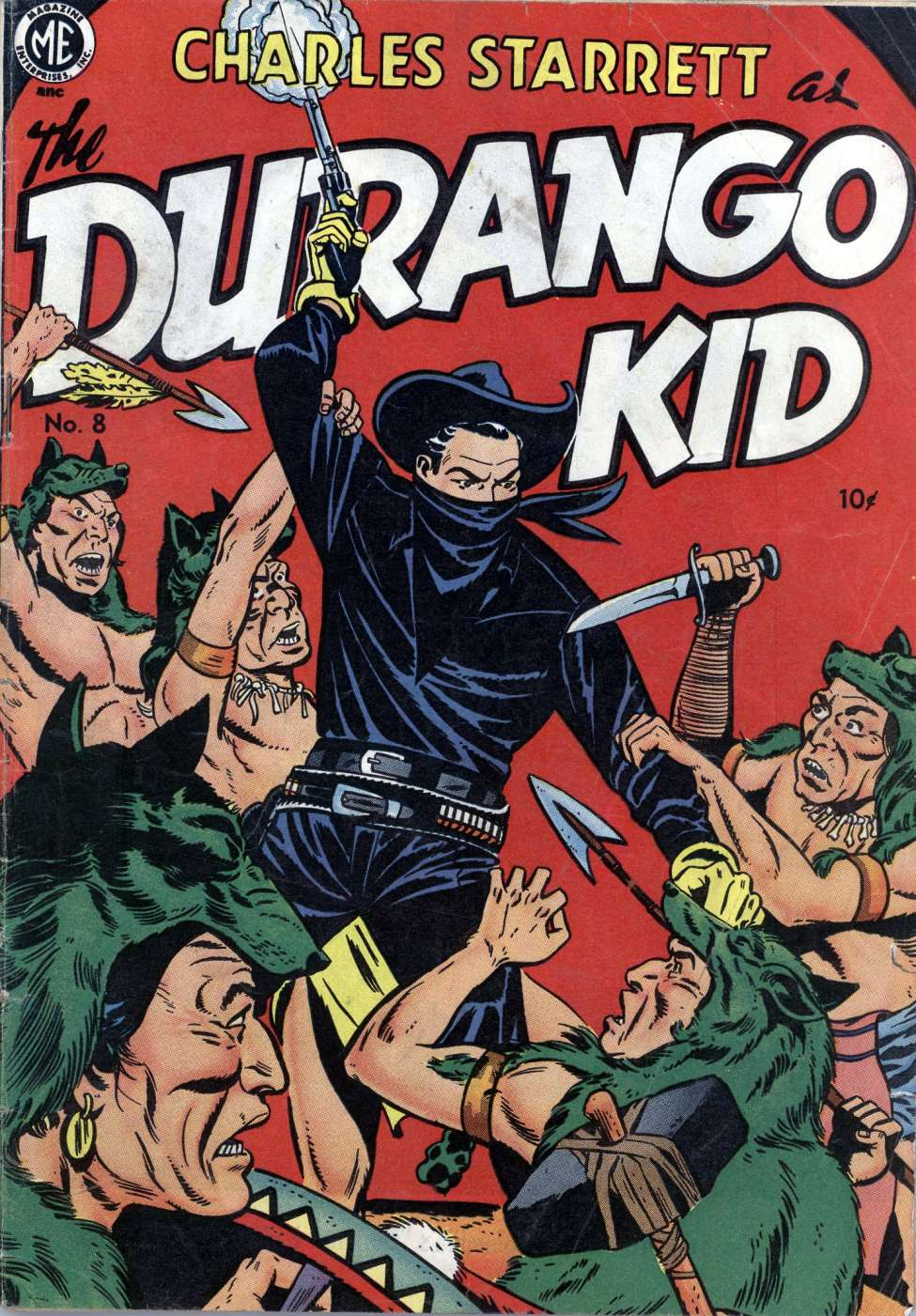
Capa de Charles Starrett as The Durango n. 8, 1950

Em 1949, o personagem ganhou uma revista em quadrinhos pela Magazine Enterprises: "Charles Starrett as the Durango Kid", a revista foi publicada até 1955 e teve 41 edições, também foi publicado em revistas mix de faroeste da editora: "Best of the West" e "Great Western", onde foi publicado com outros personagens publicados pela mesma: Flecha Ligeira, Tim Holt e Ghost Rider. Smiley Burnette não aparece nessas histórias, já que possuía quadrinhos licenciados pela Fawcett Comics,a solução foi criar outro sidekick, Muley Pike.

A editora também lançou histórias de outro cowboy mascarado, Latigo Kid, o herói possuía poderes sobrenaturais e tinha identidade civil de Charles Starrett, uma homenagem ao interprete de Durango Kid nos cinemas. Na década de 1980, as histórias foram republicadas pela AC Comics.
No Brasil foram publicadas nas revistas Super X, Ai, Mocinho e Nevada da EBAL. Na Rio Gráfica Editora, histórias de Durango Kid eram transformadas em histórias do cowboy Cavaleiro Negro da Marvel Comics.